# Клещенки
Клещенки — деревня в Красносельском районе Костромской области. Входит в состав Чапаевского сельского поселения.

## География
Находится в юго-западной части Костромской области на расстоянии приблизительно 13 км на север-северо-восток по прямой от районного центра поселка Красное-на-Волге.

## История
В 1872 году здесь было учтено 15 дворов, в 1907 году отмечено было 22 двора.

## Население
Постоянное население составляло 86 человек (1872 год), 112 (1897), 110 (1907), 2 в 2002 году (русские 100 %), 19 в 2022.